# Tosteberga
Tosteberga är en småort i Trolle-Ljungby distrikt i Kristianstads kommun i Skåne län. Den är belägen vid havet med Skånes enda skärgård, Ängholmarna, utanför kustbandet och cirka 20 kilometer från Kristianstad, Sölvesborg och Åhus.

## Historia
Tosteberga är en medeltida by som omnämns första gången 1336 med skrivningen Thyrstabiærg. Byns flesta gårdar kom att tillhöra Trolle Ljungby och byn splittrades i mitten av 1800-talet då de flesta arrendegårdar flyttades till en rak väg i öst-västlig riktning som går ut från Tostebergavägen vid Tosteberga ängars naturreservat. Gårdar i Tosteberga nämns under medeltiden som underlydande Trolle Ljungby, Under senare delen av 1600-talet fanns det 10 gårdar i byn. Senare under 1700-talet tillkom gatehus. Flertalet lydde under Trolle Ljungby, En krono-skattegård skiftades genom laga skifte 1829. Då hade arrendegårdarna under godset  skiftats genom en- och storskifte 1810. Delar av bebyggelsen i den gamla bykärnan är från senare delen av 1800-talet  med husen klädda i rödmålad locklistpanel. Tosteberga har i motsats till andra kustnära byar inte tagits över av fritidsbebyggelse. Från mitten av 1930-tal växte bebyggelse österut i byns centrum. Vägnätet och bebyggelsestrukturen kvarstår från 1700-talet förutom de utflyttade arrendegårdarna.

### Fiske och hamn
En del av befolkningen i Tosteberga som inte var lantbrukare ägnade sig åt fiske och nere vid havet fanns en fiskeplats. Tosteberga bodar är en mindre hamn för fiske- och fritidsbåtar. På den mindre hamnplanen finns fiskebodar oftast brädfodrade och rödfärgade. En äldre bod är bevarad och täckt med vasstak. Ett öppet område vid hamnen hyser en torkhave för torkning av fiskegarn. Bodarna har inte varit bebodda utan fiskarna har bara förvarat sina redskap i bodarna. Fram till 1946 fanns ingen hamn utan båtarna låg i kåsar vid stranden. Hamnen byggdes med statsbidrag på 80 000 kr som räckte till muddring och stenpirar och lite pengar blev över för att förbättra vägen upp till byn.
Kusten är en flack moränkust där en mindre skärgård med öar mellan Landön och Blekingegränsen. De flacka och steniga betesmarkerna utmed havet hyser en artrik flora och ett rikt fågelliv. Naturreservatet Tosteberga ängar ligger på en mindre halvö  norr om Tosteberga by. I reservatet finns närmast havet öppna strandängar som bildar ett mosaiklandskap innanför dessa, där öppna gräsytor varierar med slån och buskar. Området har mestadels varit fälad och är blockrikt men det har också vällagda stenmurar som nog vittnar om perioder med odling.

### Befolkningsutveckling
| Befolkningsutvecklingen i Tosteberga 1990–2015 | Befolkningsutvecklingen i Tosteberga 1990–2015 | Befolkningsutvecklingen i Tosteberga 1990–2015 | Befolkningsutvecklingen i Tosteberga 1990–2015 | Befolkningsutvecklingen i Tosteberga 1990–2015 |
| ---------------------------------------------- | ---------------------------------------------- | ---------------------------------------------- | ---------------------------------------------- | ---------------------------------------------- |
|                                                |                                                |                                                |                                                |                                                |
| År                                             |                                                |                                                | Folkmängd                                      | Areal (ha)                                     |
| 1990                                           | 1990                                           |                                                | 126                                            | 21#                                            |
| 1995                                           | 1995                                           |                                                | 113                                            | 22#                                            |
| 2000                                           | 2000                                           |                                                | 103                                            | 22#                                            |
| 2005                                           | 2005                                           |                                                | 97                                             | 23#                                            |
| 2010                                           | 2010                                           |                                                | 99                                             | 23#                                            |
| 2015                                           | 2015                                           |                                                | 116                                            | 37#                                            |
| Anm.: # Som småort.                            |                                                |                                                |                                                |                                                |

## Samhället moderniseras
Svenska orter : atlas över Sverige med ortbeskrivning beskriver Tosteberga by 1931:  Byn har telefonstation. Det finns 33 jordbruksfastigheter och 36 andra fastigheter. Det sammanlagda taxeringsvärdet för jordbruksfastigheterna var 316 700 kronor därav utgjorde 316 000 kronor av jordbruksvärde och endast 700 utgjorde skogsvärde samt för andra fastigheter 65 100 kr. Tosteberga nr 7, 8, 12—14, 16—21, har 2 35/48 mantal, medan nummer 1—7, 10—14, 16—22, utgör gatehus. Gårdarna var 24 arrendegårdar, alla tillhöriga Trolle-Ljungby fideikommiss  areal med en sammanlagd areal av 406,3 hektar, därav 276,3 hektar åker, taxeringsvärde för jordbruksfastigheter 261 000 kr allt i jordbruksvärde samt för andra fastigheter 1000 kr på godsets marker. Stärkelsefabriken i utkanten av byn var taxerad som annan fastighet till 18 000 kr. Tosteberga stärkelsefabrik var ortens enda industriföretag och lades ner i början på 1960-talet.

### Skola, affär, logen Björkplantan, egen vattenledningsförening och litet hotell
Tosteberga fick sin folkskola strax efter folkskolestadgan. Skolan blev fast med skolbyggnad som byggdes omkring 1850. Tosteberga skola lades ner 1955 och revs 1978. Skolan var både småskola och folkskola och fungerade under 100 år. Skolan lades ner då Trolle Ljungby kommun hade gått upp i Fjälkinge storkommun. Rivningsmaterialet från skolan användes sedan som utfyllnad i hamnplanen i Tosteberga hamn. Från slutet av 1800-talet till in på 1950-talet hade Tosteberga en lanthandel. Bussar med två dagliga turer gick från Tosteberga till Kristianstad och åter också till omkring 1960. Skolbussar som hämtar barnen till skolan finns fortsatt kvar. 1951 skaffade byn sig ett eget vattenverk med pumphus och ledningar. 1905 startade logen 3498 Björkplantan sin verksamhet i IOGT och IOGT med sin samlingslokal har sedan betytt mycket för byns föreningsliv. Den egna lokalen byggdes på den gamla vävablekan, en allmän plats där linnet lades ut för att blekas. I självhushållningens tid var linbastan och textilhanteringen ofta samlingsplatsen för byn såväl yngre som äldre personer. 
Byn har ett litet hotell sedan 2010 då en villa från 1968 byggdes om till tvåvåningars hotellboende.I hamnen drivs ställplatser för husbilar och småbåtshamnen använder för sina besökare hamnbyggnadens service av kök och service.

## Idrott
Tosteberga IF bildades den 22 juli 1934 på ett möte i Ordenshuset i Tosteberga. 1935 till 1945 fungerade ett område mellan Tosteberga by och hamnen som fotbollsplan. Skåneboll förbjöd klubben  att använda denna matchplan. Klubben lånade planer under några år. 1952 inköptes området där idrottsplatsen skulle anäggas.1955 invigdes idrottsplatsen. 1961 ändrade klubben namn till nuvarande Tosteberga /Nymölla IF. Idrottsplatsen heter Åsvalla och ligger inne i skogen vid ausen (dialekt för åsen) ner mot Tosteberga ängar. 